# Белият гущер
„Белият гущер“ е фантастична повест от Павел Вежинов, издадена през 1985 година.

## Сюжет
Внимание:  Текстът по-долу разкрива сюжета на произведението (или части от него)!
Историята разказва за момче-мутант с необичайни умствени способности, което не успява да се приобщи към света на нормалните хора и извършва няколко убийства.